# Línea Belgrado-Bar
La línea ferroviaria Belgrado-Bar (en serbio: Пруга Београд–Бар o Pruga Beograd–Bar) es una línea férrea que conecta la capital serbia de Belgrado con la ciudad de Bar, el mayor puerto en Montenegro. En ocasiones es conocido como The Balkan Express (El Expreso de los Balcanes).

## Características
La línea Belgrado–Bar es una línea férrea de ancho estándar de 476 km de longitud en total. De esa extensión, 301 km transcurren por Serbia, mientras que los otros 175 lo hacen en Montenegro. El corredor entero está electrificado (25 kV, 50 Hz. CA). Atraviesta un total de 254 túneles, que en total suman 114 435 m y unos 435 puentes (con un total de 14 593 m). El túnel más largo es el «Sozina» con 6,17 km de extensión, seguido del «Zlatibor» 6,139 km. El mayor puente, y a la vez el más conocido, de los que atraviesa es el Viaducto Mala Rijeka, de 498 m de largo con 198 metros de altura.
El punto más alto de la línea está a 1 032 metros sobre el nivel del mar, en el pueblo de Kolašin. La línea desciende hasta los 40 m de altitud en Podgorica en un tramo relativamente corto, con una pendiente de 25‰ en el tramo.
Una pequeña sección de 9 km de la línea cruza a través de Bosnia y Herzegovina, cerca del pueblo de Štrpci, pero ningún tren realiza paradas allí.
Cuando se construyó, el viaje tenía una duración aproximada de siete horas para llegar desde Belgrado a Bar. Actualmente el viaje cuesta entre 10 y 11 horas, debido a restricciones en la velocidad dada la poca seguridad que ofrecen las vías, siendo necesaria una reconstrucción de las mismas para aumentar la velocidad.

## Historia

### Construcción
La decisión de construir la conexión ferroviaria entre Belgrado y Bar se hizo en 1952, como un proyecto nacional de la República Socialista Federativa de Yugoslavia. Sin embargo, la construcción se pasó a las Repúblicas constituyentes de Serbia y Montenegro, para que construyesen la línea por su propia dirección.
Los tramos de la línea se completaron en los siguientes años:
- Resnik - Vreoci en 1958
- Podgorica - Bar en 1959
- Vreoci - Valjevo en 1968
- Valjevo - Užice en 1972
- Užice - Podgorica en 1976

Las obras de construcción concluyeron el 27 de noviembre de 1975, uniéndose a las vías del ferrocarril al sur de Kolašin. El ferrocarril se inauguró el 28 de mayo de 1976 de mano del mariscal Tito. La electrificación se completó a fines de 1977.

### Deterioro
El mantenimiento del ferrocarril de Belgrado-Bar sufrió una falta crónica de financiación durante la década de 1990, lo que ha provocado que el ferrocarril se deteriore y se vuelva inseguro. Esto llegó a su máximo con el descarrilamiento de Bioce, cuando un tren de pasajeros descarriló, causando la muerte de 47 pasajeros. Como resultado, se empezaron a realizar proyectos para reconstruir a fondo el ferrocarril.

### La línea durante las guerras yugoslavas
La parte serbia del ferrocarril fue atacada en varias ocasiones por la OTAN durante su campaña de bombardeo en 1999, dañando gravemente partes de la línea férrea. También la pequeña sección que pasa a través de Bosnia y Herzegovina fue volada por fuerzas terrestres de SFOR.

### Remodelación
Desde 2010, se comenzaron algunos trabajos para estudiar la posibilidad de modernizas segmentos de la línea para recuperar velocidad durante el recorrido y así acortar el tiempo total del viaje.
En 2016, Serbia comenzó una reconstrucción completa de toda la sección en su territorio. El objetivo es hacer que la línea sea capaz de soportar la velocidad máxima de 120 km/h como en el proyecto original. La primera sección, desde Belgrado a Valjevo, que representa una cuarta parte del tramo serbio de la línea, se completó durante el verano de 2017.